# 北尾博伸
北尾 博伸（きたお ひろのぶ、1969年12月1日 - ）は、和歌山放送(WBS)のアナウンサー。

## 人物・経歴
- 大阪府出身。中京大学社会学部卒業後、1993年入社。1999年からは田辺支局に配属され、「南のものまねアナウンサー」の異名をとる。2004年4月に本社復帰。
- 兄は四国放送社員で元アナウンサーの北尾好孝。紀伊水道を挟んで対岸にあたる。
- 阪神タイガースファンである。かつて朝からつれもてを担当していた際、阪神が勝った翌日はスポーツコーナーで「六甲おろし」をかけていた。
- 高校野球中継で2017年度アノンシスト賞受賞

## 担当番組
- 痛快! アニメジオ
- わたくしの作文（月～金）
- 高校野球中継
- グッデイ！（水～金）
- 亀山直美の、ごきげんよう（毎月第2日曜日•午前11時25分～40分）

fan×fan学園放送マリーナシティインフォメーション担当のみ出演(日曜日15時10分放送)

## 過去の担当番組
- 北尾博伸のラジまるワイド
- スポーツスタジアム
- サタデーニュース&スポーツ
- 朝からつれもて
- wbsニュース 今日あす
- 紀州路ネットワーク